# Бирсак, Энди
Энди Бирсак (англ. Andy Bíersack, 26 декабря 1990, Цинциннати, Огайо) — американский певец, вокалист рок-группы Black Veil Brides.

## Биография
Энди родился в семье Криса и Эми Бирсак в Цинциннати, штат Огайо.
Учился в католической начальной школе, он часто вспоминал этот период своей жизни в интервью.
Бирсак был объектом издевательства и насмешек со стороны сверстников.
Семья переехала в Калифорнию в 2005 году, где в старшей школе Энди посещал School for Creative and Performing Arts (SCPA), специализировался на актерском мастерстве и вокале.
В 14 лет с друзьями собрал свою первую группу Brides (под этим названием они выступили только один раз). Диски с первыми записями Бирсак раздал своим друзьям и знакомым. Эта «гаражная группа» вскоре переросла в Black Veil Brides.
Бросив обучение, Энди переехал в Лос-Анджелес в возрасте 18 лет. Энди начинает карьеру музыканта. Он брал уроки вокала для улучшения и развития голоса.
В сентябре 2009 года Black Veil Brides подписали контракт с независимым лейблом StandBy Records .
Подготовка к туру и записи альбома началась незамедлительно. В декабре того же года группа отправилась в тур по США под названием On Leather Wings («На кожаных крыльях»).
За первую неделю было продано более 10 000 копий дебютного альбома We Stitch These Wounds и заняла 36 строчку в Billboard 200.
Второй студийный альбом Set the World on Fire был выпущен в 2011 году 14 июня на лейбле Lava Music/Universal Republic Records. Следом вышли ещё два не менее успешных альбома.

### Сольная карьера
В 2014 году Энди объявил, что в качестве сайд-проекта начинает сольную карьеру под псевдонимом Энди Блэк (Andy Black). Его первыми синглами стали песни «They Don’t Need to Understand» и «We Don’t Have to Dance». Они радикально отличались по стилю от творчества Black Veil Brides и были сделаны в стиле поп-панк. В феврале 2016, после окончания очередного тура с группой, Энди выпустил свой первый сольный альбом The Shadow Side, также сделанный в стиле поп-панк с элементами готик-рока. Он получил положительные отзывы фанатов и критиков и пользовался успехом, попав на 22 место в Billboard 200.
12 апреля 2019 года вышел второй сольный альбом Энди Ghost of Ohio, который был сделан в более готическом и при этом менее тяжёлом звучании. Но успех предшественника не повторил, попав в Billboard 200 на последнее место.

### Актёрская карьера
У Энди было несколько маленьких ролей в рекламных роликах.
Приглашён в качестве звезды в «Funny or Die» в эпизоде 'Average Joe'
Сыграл самого себя в полнометражном фильме «Legion of the Black», который вышел 6 января 2013 года в поддержку на тот момент недавно вышедшего альбома Black Veil Brides. Снялся в триллере «Американский дьявол» (вместе с Беном Брюсом из Asking Alexandria), вышедшем 13 октября 2017 года. Также Бирсак исполнил главную роль в сериале «Райский Город» (англ. «Paradise City»), первый сезон которого вышел на экраны в 2021 году.

### Личная жизнь
С 2016 года женат на певице Джульет Симмс.

## Награды
| Год  |               | Номинация                                            | Результат | Место |
| ---- | ------------- | ---------------------------------------------------- | --------- | ----- |
| 2011 | Andy Biersack | Revolver (magazine) 100 Greatest Living Rock Stars   | Победа    | —     |
| 2012 | Andy Biersack | Revolver Magazine’s Golden God Awards Best Vocalist  | Номинация | —     |
| 2012 | Andy Biersack | Kerrang! Award for Hottest Male 2012                 | Номинация | —     |
| 2012 | Andy Biersack | Kerrang!'s 50 Greatest Rock Stars in the World Today | Победа    | 4     |

## Дискография
Как участник Black Veil Brides
- We Stitch These Wounds (2010)
- Set the World on Fire (2011)
- Wretched and Divine: The Story of the Wild Ones (2013)
- Black Veil Brides (2014)
- Vale (2018)
- The Phantom Tomorrow (2021)
- The Mourning (2022)
- Bleeders (2024)

Как Andy Black
- The Shadow Side (2016)
- The Ghost of Ohio (2019)

## Травмы
Бирсак получил немало травм на концертах, одна из которых была получена вследствие неосторожного прыжка с 15 — футового балкона на выступлении в Hollywood & Highland Center Hot Topic, в Калифорнии. Энди упал грудью на стойку и сломал 3 нижних ребра слева. Несмотря на серьёзность травм, он поднялся и закончил выступление.
На вопросы о случившемся отвечал:

На самом деле, я пытался взлететь — и ясно, что в этом я ещё не очень преуспел. Не, я сожалею, что у меня нет какой-то крутой истории о том, почему я это сделал, но я занимался обычным для себя делом, когда взобрался наверх и попытался спрыгнуть вниз обратно на сцену. Обычно это кончается плохо — но не настолько плохо. Всё из-за того, что на мне были казаки, а сам я стоял на скользком, твердом, мраморном полу, с которого раньше я никогда не прыгал. Я уже начал немного поскальзываться, когда ещё был там наверху, и я решил как бы присесть, чтобы упереться руками и приземлиться на примыкающую стойку — и сначала, казалось бы, всё пошло по плану, кроме того, что мои ноги резко соскользнули и я ударился прямо рёбрами о стойку 
Из-за случившегося пришлось пропустить первую неделю Vans Warped Tour в 2011 году.
26 октября того же года в туре по Великобритании Энди сломал себе нос, в результате сорвалось наиболее значительное из запланированных выступление на крупнейшей лондонской арене O2.

## Религия
Энди Бирсак не имеет никаких убеждений и относится к атеистам.
В интервью говорил:

Я не верующий человек, но рос в религиозной семье. Я был на похоронах моего дедушки, которого очень люблю, и все говорили про то, что он попал в Рай и сейчас на небесах. Меня это раздражало, я пытался поверить в то, что мой дед сидит на облаке и играет в Xbox 460 [sic] или делает ещё какие-то крутые вещи, но не смог. 